# مودو
شهر مودو (به فرانسوی: Modave) در شهرستان اویی  در استان لیئژ  در منطقه فدرال والوون در کشور بلژیک واقع شده‌است.